# Vitus Zeplichal
Vitus Zeplichal (* 10. Juni 1947 in Salzburg) ist ein österreichischer Schauspieler.

## Leben
Seinen ersten Theaterauftritt hatte er an der Studiobühne in seiner Heimatstadt Salzburg. Zeplichal erhielt danach Schauspielunterricht am Max-Reinhardt-Seminar in Wien (1969–1972), am Lee Strasberg Theatre and Film Institute in Los Angeles und bei Jerzy Grotowski in Breslau.
Er begann seine Theaterlaufbahn 1973 am Modernen Theater in München und am dortigen Theater der Jugend. 1974/75 spielte er am Theater am Turm in Frankfurt am Main unter Rainer Werner Fassbinder. Hier war er unter anderem in der Uraufführung von Yaak Karsunkes Germinal sowie in Leonce und Lena zu sehen. Anschließend spielte er bei der Szene der Jugend in Salzburg und 1978/1979 am Tanztheater von Pina Bausch in Wuppertal sowie 1979 am Torturmtheater Sommerhausen unter Veit Relin. 1983 ging er an die Bühnen der Stadt Bonn und 1983/84 an die Münchner Kammerspiele.
Zeplichal wirkte ab 1970 in einigen Spielfilmen und zahlreichen Fernsehproduktionen mit. 1972 spielte er die Hauptrolle eines Abiturienten in Peter Fleischmanns umstrittenen Film Das Unheil. Anschließend arbeitete Zeplichal mit weiteren Regisseuren des Neuen Deutschen Films zusammen, am profiliertesten wohl mit Rainer Werner Fassbinder bei sieben Filmen zwischen 1975 und 1982. Während er in den anderen Fassbinder-Filmen als Nebendarsteller auftrat, spielte er in Ich will doch nur, daß ihr mich liebt die Hauptrolle eines jungen Mannes, der auch durch äußere Umstände zum Totschläger wird. In der Heinrich-Böll-Verfilmung Gruppenbild mit Dame war er 1977 als Bruder von Romy Schneiders Hauptfigur zu sehen.

## Filmografie
- 1970: Kampl
- 1971: Der Uhrendieb
- 1972: Das Unheil
- 1974: Cautio Criminalis oder Der Hexenanwalt
- 1975: Mutter Küsters’ Fahrt zum Himmel
- 1976: Ich will doch nur, daß ihr mich liebt
- 1976: Satansbraten
- 1977: Gruppenbild mit Dame
- 1978: Abendfrieden (Serie Derrick)
- 1978: Tagebuch des Verführers
- 1979: Kreutzer
- 1979: Die dritte Generation
- 1980: Die Jahre vergehen
- 1980: Alfred Döblin: Ein Epilog
- 1980: Berlin Alexanderplatz (Serie)
- 1981: Das doppelte Leben
- 1981: Il faut tuer Birgit Haas
- 1982: Querelle
- 1984: Der Rekord
- 1984: Der Stau
- 1984: Die Karpfenschlacht
- 1985: Lieber Karl
- 1985: Säntis
- 1986: Alles aus Liebe
- 1986: Mit meinen heißen Tränen (Mehrteiler)
- 1986: Die Frau des Polizisten (Serie Der Fahnder)
- 1987: Unter dem Einfluss einer Kraft
- 1988: Goldjunge
- 1988: Der Dienstagsmann (Serie Anwalt Abel)
- 1988: Man lebt nur einmal (Serie Ein Fall für zwei)
- 1990: Blutige Rosen (Serie Ein Fall für zwei)
- 1990: Rudolfo
- 1991: Reiche Kunden killt man nicht (Serie Anwalt Abel)
- 1992: Ein Wahnsinnskind (Serie)
- 1992: Wir Enkelkinder
- 1994: Leni
- 1994: Aufstand der Dinge
- 1995: Unter der Milchstraße
- 1995: Familienfest (Serie Die Kommissarin)
- 1996: Der Tote im Narzissenfeld (Serie Stockinger)
- 1996: Der schönste Tag im Leben
- 1996: Ehebruch – Eine teuflische Falle!
- 1996: Ein Richter in Angst (Serie Anwalt Abel)
- 1997: Baby Rex – Der kleine Kommissar
- 1997: Gefährliche Fracht (Serie Der Kapitän)
- 1998: Nur ein Hinweis (Serie Café Meineid)
- 1998: Jugendsünden (Serie Die Neue – Eine Frau mit Kaliber)
- 1999: Anglerlatein (Serie Schlosshotel Orth)
- 2000: Die Spur meiner Tochter
- 2001: Das sündige Mädchen
- 2003: Katz und Hund
- 2003: In Sachen Kainz (Serie Café Meineid)
- 2003: Im Visier (Serie Tatort)
- 2005–2015: SOKO Kitzbühel (Fernsehserie, 3 Folgen)
- 2007: Mein Vater schläft
- 2008: Der Tod des Gerechten (Serie Die Rosenheim-Cops)
- 2009: Die göttliche Sophie
- 2009: Zapping-Alien@Mozart-Balls (+ Produktion und Regie)
- 2009: Tannöd
- 2017: Um Himmels Willen (Fernsehserie, Folge Platzverweis)
- 2018: Mein Bruder heißt Robert und ist ein Idiot